# Линия 4 (метрополитен Осло)
3 апреля 2016 года в связи с открытием станции «Løren» изменились маршруты движения поездов метрополитена Осло.
В частности изменился и состав линии 4, хотя из-за того, что в метрополитене Осло действует маршрутная система движения поездов, вернее будет сказать, что изменился маршрут №4, и в настоящее время он проходит из юго-восточной части Осло (от станции Bergkrystallen) через центр города на северо-восток — до станции Vestli.
До 3 апреля 2016 года маршрут №4 также начинался от станции Bergkrystallen, также проходил через центральную часть города, до так называемой кольцевой линии — участку из трёх станций: Нюдален, Сторо и Синсен. На участке между станциями «Нюдален» и «Сторо» происходила смена номеров маршрутов с 4 на 6, и далее движение продолжалось по этому объединённому маршруту 4/6 до станции Sognsvann на севере города; ныне станции этого северного участка переведены в состав маршрута №5.

## Станции
- Bergkrystallen
- Munkelia
- Lambertseter
- Karlsrud
- Brattlikollen
- Ryen
- Manglerud
- Høyenhall
- Brynseng
- Helsfyr
- Ensjø
- Tøyen
- Grønland
- Jernbanetorget
- Stortinget
- Nationaltheatret
- Homansbyen (строится)
- Majorstuen
- Blindern
- Forskningsparken
- Ullevål stadion
- Nydalen
- Storo
- Sinsen
- Løren
- Økern
- Risløkka
- Vollebekk
- Linderud
- Veitvet
- Rødtvet
- Kalbakken
- Ammerud
- Grorud
- Romsås
- Rommen
- Stovner
- Vestli